# Синяткин, Семён Игоревич
Семён Игоревич Синяткин (род. 14 марта 2004, Хабаровск) — российский хоккеист, нападающий.

## Биография
Начал заниматься хоккеем в «Амуре», с 11 лет — в «Динамо» СПб. Сезон 2020/21 провёл в команде НМХЛ «Динамо-576». Два сезона отыграл в МХЛ за МХК «Динамо», в сезоне 2022/23 сыграл 8 матчей в ВХЛ за «Динамо». 23 июня 2023 года был обменян на денежную компенсацию в СКА. 3 сентября дебютировал в ВХЛ за команду «СКА-Нева», 17 сентября провёл первый матч в КХЛ — дома против «Сибири» (1:2) сыграл 20 секунд. 31 августа 2024 года был обменян в «Куньлунь Ред Стар».